# タイ団結国家開発党
タイ団結国家開発党（タイ語：พรรครวมใจไทยชาติพัฒนา、英字表記：Ruam Jai Thai Chat Pattana）は、タイの政党。タイ国家発展団結党とも。
元副首相のソムキット・チャトゥスリピタックらが2007年に結成した タイ団結 と、同じく2007年に復活した国家開発党が、合流して結成した。当初は、旧愛国党勢力の反主流派と旧野党勢力の橋渡しになるとも期待されたが、12月の総選挙では9議席にとどまった。
2008年12月から2011年半ばまで、アピシット・ウェーチャチーワ首相率いる民主党主導の連立政権に参加した。
なお、この長い党名は暫定のもので、近日中に変更予定だとしていたが、2011年の下院総選挙を前に国家貢献党（国土貢献党）に所属していた全議員が移籍してきたことに伴い 国家開発・国土貢献党（タイ語:พรรคชาติพัฒนาเพื่อแผ่นดิน、英字表記:Phak Chat Pattana Puea Pandin）に改名した。しかし総選挙では党勢を伸ばすことができず、7議席の獲得にとどまった。その後インラック・シナワット率いるタイ貢献党主導の連立政権に加わった。